# DAHLIA (アルバム)
| 専門評論家によるレビュー | 専門評論家によるレビュー |
| レビュー・スコア         | レビュー・スコア         |
| 出典                     | 評価                     |
| ------------------------ | ------------------------ |
| オールミュージック       | [ 1 ]                    |

『DAHLIA』（ダリア）は、日本のロックバンド・X JAPANが1996年11月4日にリリースした4作目のスタジオ・アルバム。

## 概要
前作から5年ぶりのスタジオ・アルバムであり、アトランティック・レコードでリリースした唯一のオリジナル・アルバム。
本作は、元々「X JAPAN世界デビュー作品」として制作されていたものであり、日本盤のほかに、全英語詞の世界盤が発売される予定の作品であった。しかし、YOSHIKIの英語の勉強、アメリカでの活動の際の弁護士とマネージャー等の、著作権方面に対応できるパートナーのスカウト、Toshlの英語発音の問題や、YOSHIKIの持病によりレコーディングが長期化し、更には市場のターゲットとしていたアメリカでは、ニルヴァーナ等のシアトル発のグランジが注目されていたので、「今出しても売れない」と判断したため、このアルバムでの世界デビューを断念せざるを得なくなった。
さらに、レコード会社との関係悪化による資金不足などが重なったため、1993年以降の録音作品を、次々にシングルカットした。それでも費用不足となったため、YOSHIKIは本作のマスターテープを担保にした銀行融資の他、フェラーリ等の私財を投げ打ち、ビジネスとして成立させるためにマネジメントから説得され、不本意ながらも先行シングルを出してまで制作費を捻出し、レコーディングを続行した。しかし、日本でのプロモーション活動の為に、TVCM用の音源をYOSHIKI自ら編集し、ライヴのリハーサル、ウォームアップ、トレーニング等で時間を割かれ、日本盤の完成の兆しすら一向に見えない状態のまま制作が続けられた。
YOSHIKIは、日本でソロ活動をしているメンバーのスケジュールの調整、貸しスタジオのアポイント取り、レコーディング、エンジニアの手配等、音楽プロデューサー、ディレクター、マネージャーの役割を背負いつつ、全ての工程を管理しながら制作作業に挑んでいた。
1993年以降のX JAPANのシングルには、かつてのようなハイスピードナンバーはほとんどなく、速くてもBPM160前後のアップナンバーがある程度で、ほぼバラード曲が中心となった。これは、YOSHIKIの持病悪化によるものとも言われており、このアルバムに収録が予定されていたハイスピードナンバーや、前作『Jealousy』に収録予定だったハイスピードナンバーのレコーディングも見送られた。なお、これら未発表作品の詳細は不明である。
シングル「Tears」以降は、ほぼ1年にシングルを1枚のみリリースするペースに低下し、シングル作品にもカップリングは制作されず、全てカラオケやバージョン違いが収録された。本格的に発売ペースが戻るのは、本アルバムが発売される1996年に入ってからであるが、それでもカップリング曲はライブバージョン、カラオケのみであった。実質的な先行シングルとなる「CRUCIFY MY LOVE」を経て、ようやく本アルバム発売の目処が立つことになる。
全国ツアー『DAHLIA TOUR 1995-1996』終了後に、本アルバム発売がアナウンスされたものの、10曲のうち6曲が、アルバム発売前の1996年11月時点で、既に先行シングルとして世に出た楽曲となっており、後にシングルカットされる「SCARS」もライブではすでに披露されていたために、実質的には1993年以降にリリースされたシングルコレクションともいえる作品となった。一部の曲では、アルバムバージョンとして手直しが施されているものの、ほとんどの曲は、シングルバージョンと同一である。
アルバムタイトルが決まったのが1994年で、「『DAHLIA』という空想の少女が、悲しみ・孤独等YOSHIKIの色々な言葉を彼女の解釈で言っていく」ことをコンセプトにした。
アルバムのジャケット写真は、ニューヨーク・ブロードウェイの路上にバラを撒いて撮影された。中央の画像対象はYOSHIKI。フォトグラファーは、hideの撮影で知られている管野秀夫、アートディレクションはSHIGE#11（駒井茂）。
アルバム発売後は「SCARS」のシングルカット、2日間の年末の東京ドーム公演こそ行われたものの、翌年春にToshlのバンドからの脱退が決まり、X JAPANは解散することとなる。

## 収録曲
| 全編曲: X JAPAN（特記を除く）。 |                                                    |                  |              |       |
| #                               | タイトル                                           | 作詞             | 作曲         | 時間  |
| 1.                              | 「DAHLIA」                                         | YOSHIKI          | YOSHIKI      | 7:57  |
| 2.                              | 「SCARS」                                          | HIDE             | HIDE         | 5:06  |
| 3.                              | 「Longing 〜跡切れたmelody〜」                     | YOSHIKI          | YOSHIKI      | 7:39  |
| 4.                              | 「Rusty Nail」                                     | YOSHIKI          | YOSHIKI      | 5:28  |
| 5.                              | 「White Poem I」(編曲：YOSHIKI)                    | YOSHIKI          | YOSHIKI      | 3:18  |
| 6.                              | 「CRUCIFY MY LOVE」(編曲：YOSHIKI)                 | YOSHIKI          | YOSHIKI      | 4:36  |
| 7.                              | 「Tears」                                          | 白鳥瞳 & YOSHIKI | YOSHIKI      | 10:30 |
| 8.                              | 「WRIGGLE」(編曲：HEATH)                           |                  | HEATH & PATA | 1:25  |
| 9.                              | 「DRAIN」(編曲：HIDE)                              | HIDE & TOSHI     | HIDE         | 3:28  |
| 10.                             | 「Forever Love (Acoustic Version)」(編曲：YOSHIKI) | YOSHIKI          | YOSHIKI      | 7:54  |
| 合計時間:                       | 合計時間:                                          | 合計時間:        | 合計時間:    | 57:21 |

## 楽曲解説
1. DAHLIA
初回盤には曲の一部に、シングルに無いノイズが入っており、収録されているベスト・アルバムでも確認される。
2. SCARS
後に16枚目のシングルとしてリカットされる。
3. Longing 〜跡切れたmelody〜
4. Rusty Nail
5. White Poem I
日本石油「ZOA」CMソング。
YOSHIKIのソロ作品としての意向が強く反映されている[3]。
デモテープの段階で、ボーカル以外のギター・ベース等の楽器の演奏は打ち込みも含めて全てYOSHIKIが担当した[6][3]。
デモテープの雰囲気で弾いてほしいとメンバーに要請したが、「そんなメチャクチャな感じに弾けるわけない」と断られ、ギター・ベースのパートはデモテープのテイクそのままで収録している[3]。
メロディーを女性ボーカルが執る事も検討されたが、Toshlのボーカルにイコライザーをかけたものを使用した[6]。
「White Poem II」も制作されたが、本アルバムには収録されなかった[6]。
6. CRUCIFY MY LOVE
15枚目のシングルであり、本作では「DRAIN」と同じく、全編英詞の曲である。
7. Tears
シングル・バージョンにはなかった、YOSHIKIによる英語のモノローグが曲の終盤に挿入されている。
歌詞のライム（韻）に注目すると、このアルバムは「Tears」のサビの歌詞「Dry your」と表題曲の少女の名「DAHLIA」というように違う曲同士で大体同じライムになっている箇所がある。4曲目「Rusty Nail」はサビのメロディが「Tears」とスピードを大分変更してサビ同士が共鳴しているだけでなく、サビの歌詞がどちらも「D」の発音で始まる[♦ 2]。
8. WRIGGLE
デジタル・ロックサウンドのインストゥルメンタル。
歴代の楽曲で、唯一作曲にHEATHが関わった曲。演奏はPATAのみ参加（プログラミングはHEATHによる）。
「メンバー全員に曲作りに参加してほしい」という意向から、HEATHにストックの曲を全部持ってきてもらい、全て聴いた中から選んでいった[3]。
YOSHIKIは「長さは1分半で」等厳密に注文を出した[3]。
レコーディング後半に出来上がった[3]。
9. DRAIN
YOSHIKIが「悲しくて激しい曲が欲しい」とHIDEに注文して出来上がった[3]。
制作途中でHIDEは「途中で『やっぱり嫌だ』って言わないよね？」とダメだしされたが、いざ完成すると「良い感じだ」と満足した[3]。
リズムトラックが打ち込みであり、YOSHIKIが演奏に参加していないほか、ギタートラックは全てHIDEが弾いているため、PATAも演奏に参加していない。(Live演奏時には参加している。）そのためToshlとHIDEとHEATHの3人による楽曲である。
後に、HIDEがzilch名義でタイトルを「WHAT'S UP MR.JONES?」に変えてカバーした。
再結成後も演奏される機会が多く(特に海外公演)､大体がThe Last Live公演の音源に合わせ演奏しHIDEのハモリ等も組み込まれている。HIDEは映像・音源で出演し､代わりにHEATHがステージ上手側で演奏する。
10. Forever Love (Acoustic Version)
「Forever Love」にはいくつかアレンジがあるが、このアレンジが最初の構想である。
ボーカルとストリングスのみで構成される。

## プロモーション
1995年1月27日に記者会見を開き、フォーミュラ3000にX JAPAN Racing Team Le Mansとして参加することと、アルバムタイトルを発表した。また『DAHLIA』のリリースに先駆けて、1995年11月29日から1996年12月31日にかけて『DAHLIA TOUR 1995-1996』が行われた。

## 評価
YOSHIKIは当時を振り返り「アルバムのことはどうだっていいし、書かれたくない。頭にくる」「作業期間中『楽しい』と思えた瞬間は0.001%位しかなかった」「『何故俺がメンバーのスケジュールを気にしなければいけないんだ。プロデューサーがいれば、バンドじゃなくても成り立つのかよ!』と一人の時間が多すぎたのか、一度発狂した」「皆がソロアルバムを作っているときに、俺はXの全責任を背負わされて混乱していた。もう、そういう意味ではXはバンドではないのかもしれない」と自暴自棄なニュアンスに富んだ発言をしていた。
市川哲史は「おそろしくヘヴィーでペシミスティックで病的に緻密なアルバム」「スケジュールの間を縫うようにレコーディング作業のためにニューヨーク・ロサンゼルス・日本を目まぐるしく行き来していた結果、その負の連鎖によるストレスでYOSHIKIは過剰に音を詰め込んだ。これでは『過食症』ならぬ『過録症』ではないか。X最大の代名詞だった『必要以上に速い楽曲』の収録を断念せざるを得なかった。『速いのが駄目なら濃いのを!』みたいな―子供かよ。しかし、この『常軌を逸した速さの追求』から『常軌を逸した濃さの追及』へと言う転換は具体的な方法論は違えども、目指すベクトル自体は同じと言うか、形を変えたYOSHIKIの生来の『やりすぎ』願望の実現に他ならない。そういう意味では、本作は明らかに『新型X』な訳で、その地獄の経緯や過程はどうであれ、今改めて評価されて然るべき作品だと思うのだ」と評している。